# Zwieselchen

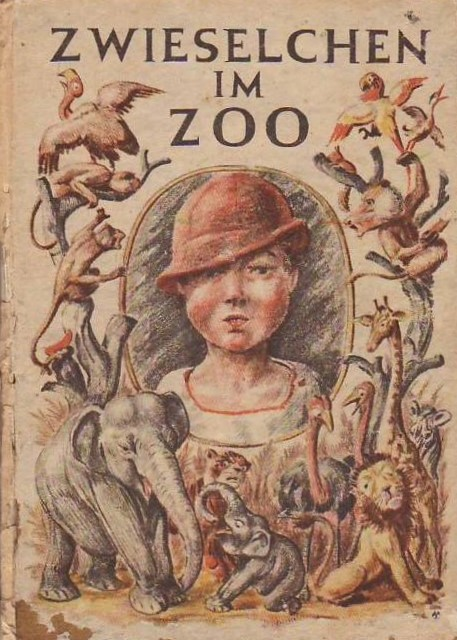
Zwieselchen im Zoo (1935), illustriert von Karl Mahr

Zwieselchen ist ein Buch von Werner Bergengruen für Kinder im Kindergartenalter. Die einzelnen Geschichten dieser Sammlung hatte der Autor für seine eigenen Kinder verfasst. Sie wurden zuerst 1931 in fünf einzelnen Büchern veröffentlicht: „Zwieselchen im Warenhaus“, „Zwieselchen im Zoo“, „Zwieselchen und Turu-Me“, „Zwieselchen und der Osterhase“ und „Zwieselchens große Reise“. 1933 erschienen dann alle Geschichten der fünf Teile in einem Band, der 1971 die 16. Auflage erlebte (insgesamt 104.000 Exemplare). In den „Zwieselchen“-Geschichten erfahren die kleinen Zuhörer oder Leser, wie ein kleiner Junge aus Berlin seine Umwelt erlebt und bewältigt.

## Inhalt
Zwieselchen telefoniert zum ersten Mal; das Spielzeugautorennen; Zwieselchen im Zoo; der Löwe im Zoo erzählt, wie er aus Afrika in den Zoo kam; der Kurzschluss (Stromausfall); Großmutter erzählt, wie man früher mit den Zigeunern lebte; Zwielselchen im Warenhaus Wertheim; Zwieselchen geht verloren; Zwieselchen ertappt eine Diebin; Zwieselchen schläft im Warenhaus ein und träumt von einer Reise nach dem Winterland und nach Italien; Zwieselchen und das Osterwasser; Zwieselchen rettet den Osterhasen; Zwieselchen reist ans Meer.